# موريس دي هيرش
كان موريس (تسفي) فون هيرش (9 ديسمبر 1831 – 21 أبريل 1896) ثري ألماني يهودي أسس مؤسسات خيرية لتشجيع التعليم اليهودي وتحسين أحوال معيشة اليهود المضطهدين في أوروبا. وكان مؤسس جمعية الاستعمار اليهودي التي شجعت على تكثيف الهجرة اليهودية إلى الأرجنتين.

## كتابات أخرى
"جهود البارون اليهودي (موريس دي هيرش) في تخفيف معاناة اليهود في: شرق أوروبا وروسيا" (PDF). الجامعة الإسلامية. جرار. السابع عشر ع. الأول: 405–420. يناير 2009. مؤرشف من الأصل (PDF) في 2016-03-05. اطلع عليه بتاريخ 2015-11-29. {{استشهاد بدورية محكمة}}: الوسيط |الأول= يفتقد |الأخير= (مساعدة)صيانة الاستشهاد: آخرون (link)

## روابط خارجية
- موريس دي هيرش على موقع الموسوعة البريطانية (الإنجليزية)